# Erik W. Dahl
Erik Wilhelm Dahl, född 23 februari 1898 i Västra Skrävlinge församling, Malmöhus län, död 1963 i Norrköping, var en svensk arkitekt.
Dahl avlade studentexamen 1921 och utexaminerades som arkitekt från Chalmers tekniska institut 1927 och företog studieresor till Tyskland och Polen 1933. Han var anställd hos Falkenbergs stad 1928–1929, på länsarkitektkontoret i Malmö 1930–1933, på stadsingenjörskontoret i Malmö 1933–1938 och byråarkitekt vid byggnadsnämnden, stadsplanekontoret i Norrköpings stad från 1938.